# Capità Nemo

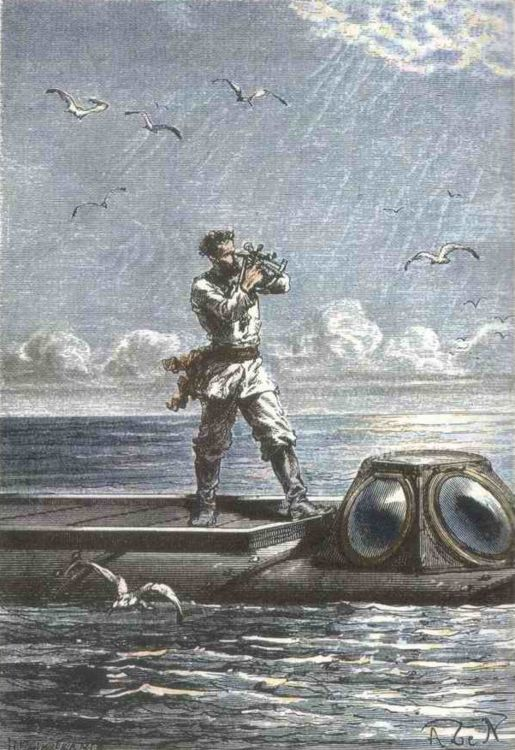
El capità Nemo fent observacions des del Nautilus

El capità Nemo (del llatí nemo, 'ningú'), comandant del submarí Nautilus, és el protagonista de la novel·la de Jules Verne Vint mil llegües de viatge submarí i un dels personatges de L'illa misteriosa.
A Vint mil llegües de viatge submarí, Nemo, home culte i gran enginyer, és un personatge ombrívol i misteriós que amaga la seva veritable identitat darrere d'un nom que al·ludeix a l'episodi d'Ulisses i Polifem a l'Odissea. Obsessionat per un misteriós passat, el qual no es revela, ha renunciat a viure en societat i recorre els mars en un afany de recerca científica (les exploracions del submarí Nautilus), de justícia (ajuda als revolucionaris grecs en la seva lluita d'emancipació respecte a Turquia) i de venjança (es dedica a enfonsar navilis que porten la bandera d'Anglaterra). A Vint mil llegües de viatge submarí, Nemo i la seva lleial tripulació semblen suïcidar-se i enfonsar-se en els remolins del Maelstrom.
El seu misteri és descobert en L'illa misteriosa: és en realitat el príncep Dakkar, fill d'un rajah indi i nebot de Tipu Sahib, personatge real.